# 東養寺 (江戸川区)

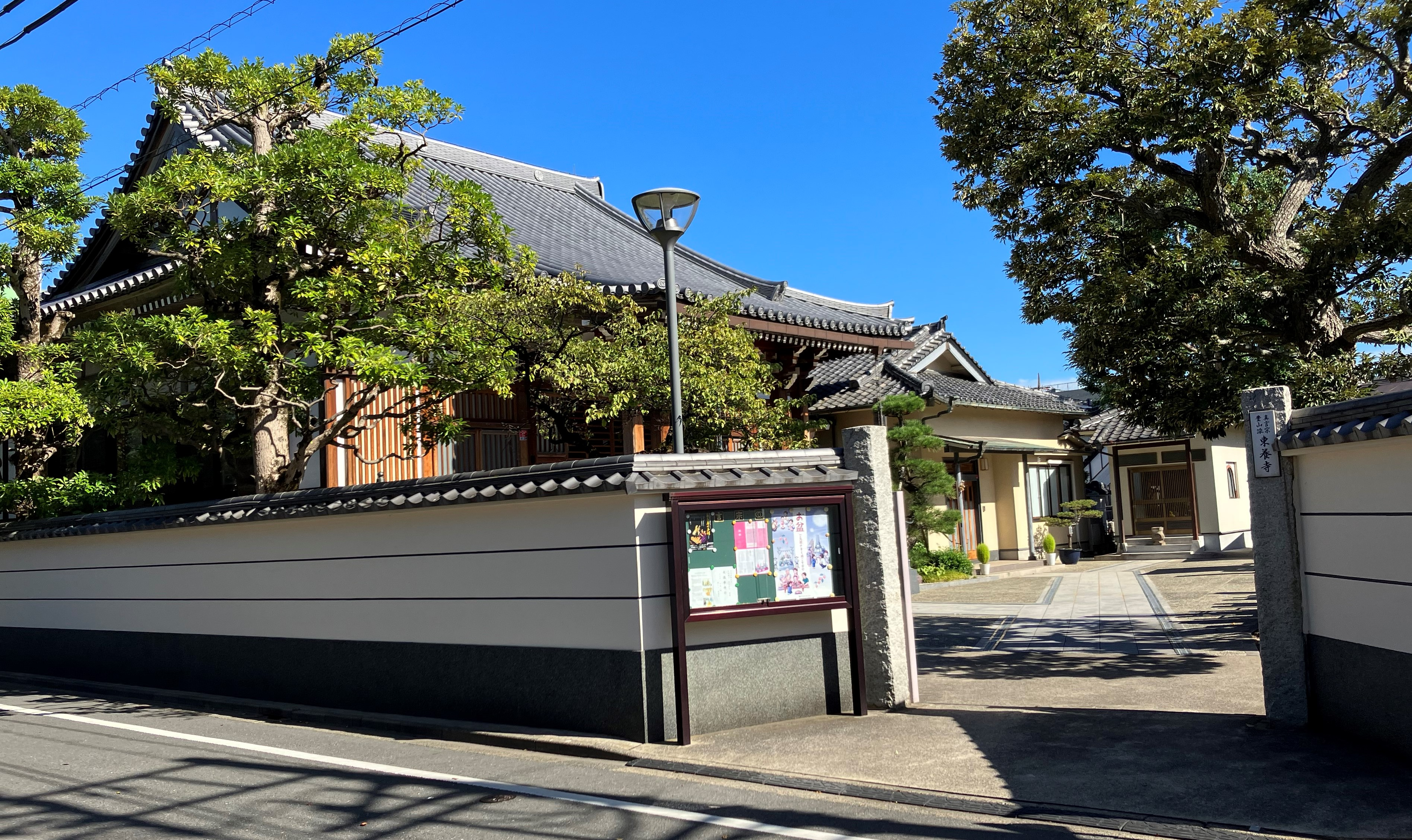
門

東養寺（とうようじ）は、東京都江戸川区にある真言宗豊山派の寺院。

## 歴史
戦国時代後期、覚裔和尚によって開山された。善養寺の末寺として創建された。国府台合戦で敗れた里見氏の家老の持仏だった薬師如来像を本尊とした。この薬師如来像は「入谷の薬師様」と呼ばれている。
1841年（天保12年）の火災で、古文書等を失っており、詳細な由来は不明になっている。
境内には、延命地蔵尊がある。これは、かつては小岩駅前の地蔵通りにあったもので、1963年（昭和38年）に当寺に移転した。「地蔵通り」という名称は、この地蔵に由来する。

## 交通アクセス
- 小岩駅より徒歩16分。